# Communes de la province de Macerata
- Haut – A
- B
- C
- D
- E
- F
- G
- H
- I
- J
- K
- L
- M
- N
- O
- P
- Q
- R
- S
- T
- U
- V
- W
- X
- Y
- Z

## A
- Acquacanina
- Apiro
- Appignano

## B
- Belforte del Chienti
- Bolognola

## C
- Caldarola
- Camerino
- Camporotondo di Fiastrone
- Castelraimondo
- Castelsantangelo sul Nera
- Cessapalombo
- Cingoli
- Civitanova Marche
- Colmurano
- Corridonia

## E
- Esanatoglia

## F
- Fiastra
- Fiordimonte
- Fiuminata

## G
- Gagliole
- Gualdo

## L
- Loro Piceno

## M
- Macerata
- Matelica
- Mogliano
- Monte Cavallo
- Monte San Giusto
- Monte San Martino
- Montecassiano
- Montecosaro
- Montefano
- Montelupone
- Morrovalle
- Muccia

## P
- Penna San Giovanni
- Petriolo
- Pieve Torina
- Pievebovigliana
- Pioraco
- Poggio San Vicino
- Pollenza
- Porto Recanati
- Potenza Picena

## R
- Recanati
- Ripe San Ginesio

## S
- San Ginesio
- San Severino Marche
- Sant'Angelo in Pontano
- Sarnano
- Sefro
- Serrapetrona
- Serravalle di Chienti

## T
- Tolentino
- Treia

## U
- Urbisaglia
- Ussita

## V
- Visso